# 间谍秘恋
《间谍秘恋》（羅馬化：Rak Rai Sailap）是「ละครดี 7HD ปี 2567」企划的作品，由Coliseum Intergroup制作，帕他勒彭·德浦沃拉侬（Donut）、娜查·本朋（Cartoon）主演的浪漫动作喜剧。预计2025年在泰国第7电视台黄金档播出。

## 演员阵容

### 主要演员
- 帕他勒彭·德浦沃拉侬（Donut） 饰演 卧底警察，伪装成度假村老板。
- 娜查·本朋（Cartoon） 饰演 模特儿
- 维察亚蓬·亚姆萨德（Ris）
- 皮拉瓦·昆南瓦（Amp）
- 思帕拉妲·披吾通（Winnie）
- Panchaya Suwannagood（Oom）
- 波莉雀娅·斯里苏塔（Yayee）

## 制作
《间谍秘恋》与《孔雀诡计》的定妆照于同日公开。
2023年3月30日，剧组正式开机。
2023年12月25日，正式预告片通过7频道官方YouTube释出。